# Kobayashi Nobuhisa
Nobuhisa Kobayashi (sinh ngày 11 tháng 4 năm 1983) là một cầu thủ bóng đá người Nhật Bản.

## Sự nghiệp câu lạc bộ
Nobuhisa Kobayashi đã từng chơi cho Omiya Ardija.